# Тохорюкта
Тохорю́кта (бур. Тохорюугта) — улус в Хоринском районе Бурятии. Административный центр сельского поселения «Ойбонтовское».

## География
Расположен на правом берегу реки Курба в 35 км северо-восточнее улуса Тэгда, и в 125 км по Тэгдинскому тракту к северо-западу от районного центра — села Хоринск.

## Население
| 2002 | 2010 | 2012 | 2013 | 2014 | 2015 | 2016 |
| ---- | ---- | ---- | ---- | ---- | ---- | ---- |
| 234  | ↗251 | ↗257 | ↘253 | ↘250 | ↘237 | ↗247 |
| 2017 | 2018 | 2019 | 2020 | 2021 | 2023 | 2024 |
| ↘243 | ↘238 | ↘225 | ↗229 | ↘223 | ↘220 | ↘213 |

## Инфраструктура
Средняя общеобразовательная школа, Дом культуры, почтовое отделение, фельдшерско-акушерский пункт.